# Paul Lefebvre (homme politique français)
Pour le personnage de fiction, voir Le Bureau des légendes#Distribution.
Pour les articles homonymes, voir Paul Lefèvre (homonymie) et Lefebvre.
Paul Lefebvre est un homme politique français né le 18 février 1768 à Vitry-le-François (Marne) et décédé le 15 janvier 1842 à Vitry-le-François.
Maire de Norrois, il est député de la Marne en 1815, pendant les Cent-Jours. Il est ensuite conseiller général et conseiller municipal de Vitry-le-François.

## Sources
- « Paul Lefebvre (homme politique français) », dans Adolphe Robert et Gaston Cougny, Dictionnaire des parlementaires français, Edgar Bourloton, 1889-1891 [détail de l’édition]